# Nevada State Route 375
Nevada State Route 375 (znana również jako Extraterrestrial Highway, czyli w wolnym tłumaczeniu na język polski pozaziemska autostrada) – znajduje się w południowo-centralnej części stanu, długość: 98 mil (ok. 157,71 km). Rozpoczyna się w Warm Springs na U.S. Route 6, kończy się na drodze stanowej Nevada State Route 318 przy Crystal Springs. Przechodzi przez wschodnie terytorium Strefy Sił Powietrznych Nellis.
Drugą oficjalną nazwę, Extraterrestrial Highway, uchwalono 18 kwietnia 1996 roku, na wniosek lokalnej społeczności. Wcześniej przyjęła się w popkulturze, dzięki (statystycznie) najczęstszym donosom o obserwacji UFO na świecie. Na jej trasie znajduje się miasto Rachel. Usytuowane są przy niej obiekty noclegowe, restauracje i sklepy dla ufologów.